# American Advertising Federation Hall of Fame
El Salón de la Fama de la Publicidad, Advertising Hall of Fame, operado por la American Advertising Federation (AAF), fue fundado en 1948 a propuesta del presidente del New York Ad Club, Andrew Haire, a la Advertising Federation of America, la organización predecesora del Federación Americana de Publicidad. El Salón de la Fama de la Publicidad rinde homenaje a aquellas mujeres y hombres que destacaron en la industria publicitaria.
El jurado y su comité ejecutivo son nombrados cada año por el presidente de la American Advertising Federation y presidente del Advertising Hall of Fame, siendo elegidos entre los anunciantes, agencias, organizaciones de medios e instituciones académicas en los Estados Unidos. Estos reconocen a personas vivas o ya fallecidas cuya labor en la industria publicitaria debe haberse realizado en los Estados Unidos o con una empresa estadounidense en el extranjero. Además, deben haberse retirado de su carrera.
Los publicistas que son incluidos en el Salón de la Fama de la Publicidad reciben también la "Escalera de Oro", un trofeo diseñado por William Bernbach que incluye una inscripción del baloncestista estadounidense Tom Dillon.

## Publicistas reconocidos

### A
- James Randolph Adams
- Salón "Cap" Adams Jr.
- Thomas B. Adams
- Carl J. Ally
- Edwin L. Artzt
- F. Wayland Ayer
- Merlin Hall Aylesworth
- Rollin C. Ayres

### B
- William M. Backer
- Bruce Barton
- Ted Bates
- Don Belding
- David A. Bell
- Howard H. Bell
- William Bernbach
- Sidney R. Bernstein
- Allen Loren Billingsley
- Marcel Bleustein-Blanchet
- Sam R. Bloom
- Neil H. Borden
- Bonin Bough
- John S. Bowen
- Reginald K. Brack
- Lee Hastings Bristol
- Thomas D'Arcy Brophy
- Charles H. Brower
- Homer J. Buckley
- James E. Burke
- Leo Burnett
- Thomas J. Burrell
- Ralph Starr Butler

### C
- Serio Elmo Calkins
- John Caples
- Ralph Carson
- Jay Chiat
- Michael Campos
- Richard C. Christian
- Stanley Clague
- Charles T. Coiner
- Fairfax M. Cone
- Gertrude Crain
- GD Crain Jr.
- John H. Crichton
- Barton A. Cummings
- John P. Cunningham (né John Phillip Cunningham; 1897–1985)
- Cyrus HK Curtis

### D
- William Cheever D'Arcy
- Donald Walter Davis
- Roquel Billy Davis
- Tom Dillon
- Samuel Candler Dobbs
- Philip H. Dougherty
- Bernard C. Duffy
- Phil Dusenberry

### E
- Clarence Eldridge
- Karl Eller
- John "Jock" Elliott Jr.
- Victor Elting Jr.
- Roger Enrico
- Alfred W. Erickson
- Henry Theodore Ewald

### F
- Robert M. Feemster
- James S. Fish
- Bernice Fitz-Gibbon
- Bernard T. Flanagan
- Paul Foley
- Jo Foxworth
- Benjamin Franklin
- Kerwin Holmes Fulton
- Thomas Fryett
- Plan quinquenal [aclaración requerida]

### G
- Samuel Chester Gale
- George Gallup, Ph.D.
- Philip H. Geier Jr.
- Peter Georgescu
- Robert V. Goldstein
- O. Milton Gossett
- Katharine Graham
- Russell T. Gray

### H
- Joyce C. Hall
- Orlando Clinton Harn
- Marion Harper Jr.
- Ira C. "Ike" Herbert
- Morris L. Hite
- Atherton W. Hobler
- Gilbert Tennant Hodges
- Claude Clarence Hopkins
- George Burton Hotchkiss
- Herbert Sherman Houston

### J
- Harry M. Jacobs
- William H. Johns
- Robert L. Johnson
- John H. Johnson
- Lewis Bunnell Jones
- Juan Motta
- Jad Haddad

### K
- John E. Kennedy
- Donald R. Keough
- Edgar Kobak
- Ray A. Kroc
- Alex Kroll
- Eugene H. Kummel
- Michael Kassan

### L
- William LaMothe
- Lawrence W. Lane
- Roy Larsen
- Albert D. Lasker
- E. St. Elmo Lewis
- Barney Link
- George Lois
- Henry R. Luce

### M
- Theodore Francis MacManus
- Donald A. Macdonald
- Burt Manning
- Stanley Marcus
- William Marsteller
- Patricia Martin
- Mac Martin
- Leonard S. Matthews
- Harrison King McCann
- Neil Hosler McElroy
- James H. McGraw
- Charles W. Mears
- Samuel W. Meek
- Edwin T. Meredith
- Frank L. Mingo
- Raymond O. Mithun
- Howard J. Morgens
- Arthur Harrison Motley
- Thomas S. Murphy

### N
- Jesse H. Neal
- Al Neuharth
- Edward N. Ney
- Carl W. Nichols Jr.
- Arthur C. Nielsen Sr.

### O
- James O'Shaughnessy
- John E. O'Toole
- David Ogilvy
- Juan Carlos Ortiz
- Alex F. Osborn

### P
- William S. Paley
- Charles Coolidge Parlin
- Graham Creighton Patterson
- J. Earle Pearson
- Charles D. Peebler Jr.
- John E. Pepper
- Raymond J. Petersen
- Shirley Polykoff
- Alan Pottasch
- John Emory Powers
- Frank Presbrey
- Harley T. Procter
- Erma Perham Proetz

### R
- Rosser Reeves
- Keith Reinhard
- Theodore S. Repplier
- Helen Lansdowne Resor
- Stanley Resor
- Jean Wade Rindlaub
- Rosana Rodriguez
- Jessilyn Rodriguez
- Hal Riney
- Michael J. Roarty
- John Irving Romer
- George Presbury Rowell
- Raymond Rubicam

### S
- Charles H. Sandage
- David Sarnoff
- Paul D. Schrage
- Walter Dill Scott, Ph.D.
- Alfred J. Seaman
- Merle Sidener
- John Smale
- Frank Stanton
- Vance L. Stickell
- Walter Ansel Strong
- Arthur Ochs Sulzberger

### T
- Liener Temerlin
- Dave Thomas
- J. Walter Thompson
- Philip Livingston Thomson
- Ted Turner

### U
- Stuart Barnard Upson Sr.

### W
- John Wanamaker
- Sala de Artemas
- Mary Wells Lawrence
- Bob Wehling
- Paul Brown West
- Carol H. Williams
- Owen Burtch Winters
- Janet L. Wolff
- Robert W. Woodruff
- Lester Wunderman

### Y
- James Webb Young